# Mads Lang
Mads Lang (død 16. april 1557) var biskop i Århus fra 1537 – 1557. 
I følge en gammel beretning var han en af Nørrejyllands reformatorer, født i Hardsyssel: Hans første kendte virksomhed var som rektor i Slagelse. Måske har Hans Tausen efter sin hjemkomst fra Wittenberg øvet indflydelse på ham og senere, inden han rejste fra Viborg i 1529, viet ham til præst. 
Da rigshofmester Mogens Gjøe, en af reformationens ivrige forkæmpere, var kommet i besiddelse af Gråbrødre Kloster og kirke i Randers, hvorfra munkene var uddrevne, kaldte han i foråret 1530 Mads Lang til præst ved denne kirke. I et stridsskrift siger lektor Poul Helgesen, at Randers By 1530 «lod sig forføre og forvandle fra den menige Kristendoms Tro og Lærdom af tvende ulærde Mænd og forsorne Skalke», en Gråmunk, Broder Niels, og «en selvgjort Præst». 
I Randers virkede Mads Lang nu for reformationens udbredelse, indtil han 1537 kaldedes til evangelisk superintendent i Århus Stift. En tid har han dog vistnok tilbragt med teologiske studier udenlands, da han senere betegnes som magister, og man har en ret mærkelig skrivelse fra ham til Christian 3. sigtende til at fremme religiøsitet og sædelighed i hans stift og skrevet på ulasteligt tysk.
Som biskop virkede han i 20 år, til dels under vanskelige forhold, indtil sin død, 16. April 1557. At han har været betragtet som en mand med litterære evner, fremgår af at kansler Johan Friis opfordrede ham til at oversætte Platinas skrift om de romerske pavers levned i danske vers, et arbejde han ikke nåede at færdiggøre, men som senere fuldførtes af Anders Sørensen Vedel. 